# 清规
清规一般是指宗教——尤其是佛教和道教，對於信仰者所制定的對於生活、儀式和信仰上的種種戒律、規定。在同一種宗教中，不同宗派甚至不同的寺廟、宮觀、會堂等，就會有不同的清規。後引申在社会人伦、组织、生活礼节等方面的规定，有时含贬义。

## 概论
清规一词的字面意思是清净的规定，即戒律；佛教百丈怀海禅师立下汉传佛教禪門丛林制度，始称丛林制度和戒律爲“清规”。後道教学习佛教僧团体制建立道教戒律，亦称清规。自此，清规以佛教、道教戒律爲主要含义。
清规一词後來也被用來指涉其他類型的組織架构，如家族、學校、社會團體中對於人伦、生活和禮節上較嚴格的規定。在汉语语境下，也有含贬义的用法，形容死板、僵硬、泥古不化的规定。

## 佛教清规
唐朝禅师百丈怀海制定《百丈清规》，用于约束和规范汉地禅宗僧人的戒行和寺院生活。後成爲汉传佛教的通用清规。
日本佛教也有自己的清规，在明末清初赴日传教的临济宗僧人隱元隆琦，在日本创建了黄檗宗，制定了《黄檗清规》，对日本佛教各宗派的戒律影响甚深。